# Corner Gas
Corner Gas is een Canadese komische televisieserie, bedacht door Brent Butt. De serie duurde zes seizoenen en liep van 2004 tot 2009.
In België wordt de serie uitgezonden door Acht.

## Geschiedenis
De serie dankt haar naam aan het tankstation in het fictionele dorpje Dog River in de Canadese provincie Saskatchewan. Corner Gas is het enige tankstation in de wijde omtrek rond Dog River. Brent Leroy (Brent Butt) is de uitbater van het tankstation en Wanda Dollard (Nancy Robertson) werkt er als verkoper in het winkeltje. Ernaast ligt een coffeeshop die eigendom is van Lacey Burrows (Gabrielle Miller), die het erfde van haar tante Ruby.
De serie eindigde op 13 april 2009 na 107 afleveringen.
In Canada was de serie zeer succesvol met om en nabij 1 miljoen kijkers per aflevering. Corner Gas won 6 Gemini Awards en behaalde zo'n 70 nominaties voor verschillende andere prijzen.

## Rolverdeling
| Acteur             | Personage                  |
| ------------------ | -------------------------- |
| Brent Butt         | Brent Herbert Leroy        |
| Gabrielle Miller   | Lacey Burrows              |
| Fred Ewanuick      | Richard Henry "Hank" Yarbo |
| Nancy Robertson    | Wanda Dollard              |
| Eric Peterson      | Oscar Leroy                |
| Janet Wright       | Emma Leroy                 |
| Lorne Cardinal     | Sergeant Davis Quinton     |
| Tara Spencer-Nairn | Constable Karen Pelly      |

## Verhaal
De serie is bedacht door Brent Butt, die op het idee kwam nadat hij zichzelf afvroeg wat er van zijn leven gekomen zou zijn als hij geen stand-upcomedian geworden zou zijn (hij zou nog altijd in een klein dorpje in Saskatchewan in een benzinestation werken). Corner Gas draait volledig om het dagelijks leven van een aantal plattelandslui. De personages zijn vrij stereotypisch, opdat internationale kijkers zich zouden kunnen inleven.

## Locaties
Corner Gas werd volledig gefilmd in Saskatchewan. De binnenscènes (het interieur van café Ruby, het politiebureau, Oscar en Emma's huis enz.) werden gefilmd in de Canada/Saskatchewan Production Studios in Regina. De buitenscènes en de scènes in het tankstation werden gefilmd op locatie in Rouleau, Saskatchewan. Veel van deze locaties staan nog altijd in Rouleau en zijn tegenwoordig zelfs een bezienswaardigheid.